# Anatoli Michailowitsch Iljin
Anatoli Michailowitsch Iljin (russisch Анатолий Михайлович Ильин; * 27. Juni 1931 in Moskau; † 10. Februar 2016 ebenda) war ein sowjetischer Fußballspieler.

## Laufbahn

### Verein
Iljin begann seine Laufbahn 1949 bei Spartak Moskau, mit dem er sowohl fünf sowjetische Meistertitel als auch zwei sowjetische Pokalwettbewerb gewann. 1954 und 1958 war Iljin jeweils der erfolgreichste Torjäger der Wysschaja Liga.

### Nationalmannschaft
Bei der Fußball-Weltmeisterschaft 1958 gehörte Iljin zum Aufgebot der sowjetischen Auswahlmannschaft. Bei den Olympischen Spielen 1956 gewann er mit seinem Team die Goldmedaille, dabei schoss er das entscheidende Tor im Finale zum 1:0-Sieg.

## Erfolge

### Verein
- Sowjetischer Meister: 1952, 1953, 1956, 1958, 1962
- Sowjetischer Pokalsieger: 1950, 1958

### Nationalmannschaft
- Olympia: Goldmedaille 1956

### Persönliches
- Torschützenkönig der sowjetischen Liga: 1954, 1958